# Gare de Raves - Ban-de-Laveline
Gare de Raves - Ban-de-Laveline vasútállomás Franciaországban, Raves településen.

## Vasútvonalak
Az állomást az alábbi vasútvonalak érintik:
- Strasbourg–Saint-Dié-vasútvonal

## Kapcsolódó állomások
A vasútállomáshoz az alábbi állomások vannak a legközelebb:
- Gare de Saint-Dié-des-Vosges
- Gare de Lesseux - Frapelle